# Смешанные ельники с лещиной
Смешанные ельники с лещиной — государственный природный заказник (комплексный) регионального (областного) значения Московской области, территория которого имеет особое значение для сохранения и восстановления природных комплексов и поддержания экологического баланса. На заказник возложены следующие задачи:
- сохранение природных комплексов;
- сохранение местообитаний редких видов растений и животных;
- мониторинг видов растений и животных, занесенных в Красную книгу Московской области;
- выполнение научно-исследовательских работ по изучению объектов особой охраны заказника.

Заказник основан в 1986 году. Местонахождение: Московская область, городской округ Шаховская, в непосредственной близости от деревни Степаньково. Заказник состоит из двух участков, разделенных автодорогой деревня Степаньково — шоссе М-9 «Балтия». Общая площадь заказника составляет 388,71 га (участок № 1 (западный) — 251,53 га, участок № 2 (восточный) — 137,18 га). Участок № 1 заказника включает часть квартала 21, участок № 2 заказника включает квартал 22 и часть квартала 21 Шаховского участкового лесничества Волоколамского лесничества.

## Описание
Территория заказника, состоящая из двух участков, расположена в зоне распространения свежих и влажных моренных равнин с пологими склонами, холмами и долинами балок и рек Муравки и Колпяны в северо-западной части Смоленско-Московской возвышенности. Дочетвертичный фундамент представлен известняками и доломитами карбона.
Участок № 1 заказника располагается на абсолютных отметках от 217 м (уреза воды реки Колпяны на восточной границе участка) до 261 м (вершины холма на западной границе участка). Участок № 2 заказника занимает высоты от 215 м (уреза воды реки Колпяны в северо-западной части участка) до 242 м (высота верхней части холма в юго-западном углу участка).
На участке № 1 заказника верхние ярусы рельефа расположены в его западной части. На западной границе заказника расположены три холма: два из них — длиной 100 м и шириной 70 м, наиболее крупный — длиной 270 м и шириной 200 м. Большую часть участка занимают пологие склоны моренной равнины, крутизной до 3—5°. По склонам протягиваются древние ложбины стока, которые в настоящее время наследуются балками (шириной 10—12 м, высотой бортов 2—3 м, крутизной бортов 15—20°).
Река Колпяна протекает вдоль обоих участков заказника. В долине реки Колпяны выражена высокая пойма, на высоте 1 м над урезом воды реки. Ширина высокой поймы — 6—7 м (местами 12 м), местами пойма отсутствует и заменяется склоном долины. Средняя и низкая поймы выражены фрагментарно. В русле реки Колпяны прослеживаются прирусловые отмели (шириной 0,3—0,5 м). Ширина русла реки Колпяны в границах заказника — 1,5—2 м, глубина русла — 0,3—1,0 м. Дно песчаное с включениями гравия и гальки. Русло в значительной степени перегорожено бобровыми плотинами. Пойма реки сложена песками с гравием и галькой. Здесь действуют процессы глубинной и боковой эрозии и аккумуляции аллювиальных отложений, а также биогенные процессы — нарушение гидрологического режима реки Колпяны в результате строительной деятельности бобра.
Река Муравка расположена на участке № 1 заказника. Русло реки Муравки в северном углу участка перегорожено асфальтированной дорогой, в связи с чем в нижнем течении русло реки подпружено и заболочено. Здесь проходят процессы аккумуляции аллювия и торфонакопления.
На участках № 1 и 2 заказника в большом количестве встречаются антропогенные формы рельефа — окопы (глубиной 1,5—2 м), траншеи (шириной 1 м, глубиной 0,8—1 м), копани (длиной 10 м, шириной 1 м, глубиной 0,8 м), воронки (диаметр 1,5 м; глубиной 0,5 м), связанные с местами боевых действий.
В пределах заказника расположены два постоянных водотока — река Колпяна (левый приток реки Ламы) и Муравка (левый приток реки Колпяны). Генеральное направление рек Колпяны и Муравки — северо-восточное. Протяженность реки Колпяны в пределах заказника — 2,8 км. Протяженность реки Муравки в пределах заказника — 1,5 км. Урез воды реки Колпяны — 215 м, и реки Муравки — 229 м. Дно песчаное с включениями гравия и гальки. Общий поверхностный сток на территории заказника направлен на северо-восток в русла рек Колпяны и Муравки, вне границ заказника сток поступает в русло реки Ламы.
Вершинная поверхность и склоны моренной равнины сложены дерново-подзолистыми почвами. Днища балок выполнены дерново-подзолистыми глеевыми почвами. Почвенный покров поймы реки Колпяны представлен аллювиальными светло-гумусовыми почвами.

### Флора и растительность
На территории заказника преобладают еловые леса с густым подлеском из лещины кислично-папоротниково-широкотравные и их производные осиново-березовые и осиновые леса с елью во втором ярусе; широколиственно-еловые зеленчуково-папоротниковые леса; значительные площади заняты зарастающими вырубками и лесокультурами ели.
На участке № 1 представлены старовозрастные еловые, елово-осиновые и елово-березовые леса с лещиной, лесокультуры ели и вырубки.
Елово-осиновые леса с участием дуба, с кленом во втором ярусе и подростом ели и клёна лещиновые с жимолостью зеленчуково-папоротниковые с кислицей обыкновенной, осокой лесной, хвощем луговым, снытью обыкновенной, звездчатками жестколистной и дубравной, земляникой мускусной, гнездовкой обыкновенной (эти два вида являются редкими и уязвимыми видами, не включенными в Красную книгу Московской области, но нуждающимися на территории области в постоянном контроле и наблюдении), живучкой, осокой лесной, чистецом лесным, медуницей неясной и папоротниками развиты на верхних ярусах рельефа. Диаметр стволов елей составляет 45—47 см, осин — до 50 см, а кленов — до 25—27 см, встречаются довольно старые дубы с диаметром стволов 35—45 см. На стволах самых старых осин здесь растет редкий мох — некера перистая (вид, занесенный в Красную книгу Московской области).
Коротко-производные березово-осиновые со вторым ярусом из ели и клёна лещиновые леса с подростом ели, клёна, рябины и черемухи папоротниково-зеленчуковые с жимолостью, осокой лесной, хвощем луговым, нежными дубравными мхами из рода атрихум и мниум, земляникой мускусной, снытью, бором, хвощем лесным и папоротниками чередуются с участками ельников. Здесь встречаются старые ели и береза повислая, или бородавчатая (диаметр ствола 50 см), в первый древесный ярус изредка выходит дуб с диаметром ствола 30—40 см. В западинах и ложбинах стока среди этих лесов обычна ольха серая, растущая группами, часто вместе с черемухой.
Еловые и осиновые с елью леса чередуются с обширными старыми вырубками, заросшими ивой козьей, березой, осиной, кленом и елью, в них по-прежнему обильна лещина. Сомкнутость крон молодых деревьев и лещины достигает здесь 0,9—1,0, эти сообщества труднопроходимы и захламлены валежом.
В лесных балках доминируют ольха серая, таволга вязолистная и крапива двудомная, обильны также кочедыжник женский, гравилат речной, лютик ползучий и скерда болотная.
У небольшого старого заросшего пруда в центральной части участка № 1 растут группы лип, клёны, березы. По заболоченным берегам пруда обильны кустарниковые ивы (пепельная, пятитычинковая), рогоз широколистный, осока пузырчатая и острая, паслен сладко-горький, зюзник европейский, частуха водяная, шлемник обыкновенный, таволга, камыш лесной.
На прогалинах и по окнам растет купальница европейская, пальчатокоренник Фукса (редкие и уязвимые виды, не включенные в Красную книгу Московской области, но нуждающиеся на территории области в постоянном контроле и наблюдении), щучка дернистая, сивец луговой, а местами в западинах — крапива, чистец лесной, дудник лесной, вербейник обыкновенный, таволга и камыш лесной.
В пойме реки Колпяны развиты сероольшаники влажнотравные, а на расширениях поймы представлены участки влажнотравно-щучковых, влажнотравно-лисохвостовых, влажнотравно-кострецовых и осоково-таволговых сырых и заболоченных лугов. На участках сочения подсклоновых вод растут кипрей волосистый, хвощ лесной, скерда болотная, бодяк овощной, камыш лесной, гравилат речной, мхи из рода плагиомниум. У воды растут частуха водяная, двукисточник тростниковидный, осока вздутая и пузырчатая.
На водораздельных поверхностях участка № 2 встречаются старовозрастные ельники с березой повислой и осиной и березово-еловые леса лещиновые кислично-зеленчуковые. Диаметр стволов елей составляет 45—50 см, лещины — 12—15 см. Местами березы довольно много; встречаются крушина, жимолость лесная и рябина, обильны папоротники, хвощи лесной или луговой, звездчатка дубравная, живучка, сныть, копытень, растут мицелис постенный, осока лесная, изредка — овсяница высочайшая. В самых тенистых участках ельников растут адокса мускусная, воронец колосистый, вороний глаз и фиалка теневая, редко встречается кострец Беннекена и подлесник европейский (вид, занесенный в Красную книгу Московской области).
На пологих приводораздельных склонах развиты кислично-хвощево-папоротниковые и влажнотравно-хвощево-папоротниковые леса с зеленчуком жёлтым, снытью, скердой болотной, двулепестником альпийским, чистецом лесным, ясноткой крапчатой, осокой лесной, овсяницей гигантской, бором и живучкой. Подрост клёна достигает высоты 5—6 м. На почве обильны зеленые таёжные и дубравные виды мхов.
Старовозрастные еловые леса лещиновые с подростом клёна кислично-папоротниково-зеленчуковые растут и на высокой пойме реки Колпяны. Диаметр стволов елей составляют 45—60 см, высота превышает 30 м. Древостои местами поражены короедом-типографом. Единично встречается береза повислая. Подрост клёна остролистного встречается довольно часто, высота его достигает 3—6 м. Кусты лещины многоствольные, имеют значительный возраст. Из других кустарников обильна жимолость, местами малина. В травяном покрове обильна кислица, виды дубравного широкотравья (зеленчук, копытень, пролесник, сныть, звездчатка жестколистная) и папоротники: кочедыжник женский, щитовник мужской, картузианский, голокучник Линнея. В этих лесах встречаются также звездчатка дубравная, чистец лесной, живучка ползучая, хвощ лесной, чина весенняя, воронец колосистый, лютик кашубский, осока лесная, овсяница гигантская, яснотка крапчатая, бор развесистый.
В еловых лесах на склоне долины реки Колпяны деревья имеют диаметр стволов около 60 см. В древостое участвуют ель, береза и осина, а во втором ярусе присутствует клен, редко — дуб высотой до 10 м. В этих лесах, кроме лещины и жимолости, встречается также бересклет бородавчатый. Здесь обычны мятлик дубравный, сныть, зеленчук, кислица, купена многоцветковая, папоротники, а также колокольчики широколистный и крапиволистный (редкие и уязвимые виды, не включенные в Красную книгу Московской области, но нуждающиеся на территории области в постоянном контроле и наблюдении), на почве обильны зеленые таёжные и дубравные виды мхов. В балках встречаются ель, ольха серая, обильны кочедыжник женский, таволга, гравилат речной, лютик ползучий и скерда болотная. В старовозрастных еловых лесах различных типов встречается волчеягодник обыкновенный, или волчье лыко (редкий и уязвимый вид, не включенный в Красную книгу Московской области, но нуждающийся на территории области в постоянном контроле и наблюдении).
Значительную часть площади в восточной части участка № 2 занимают еловые лесокультуры кисличные и кислично-зеленчуковые с участками мертвого покрова, живучкой и папоротниками. Средневозрастные лесокультуры на повышениях водораздельных поверхностей несколько заболочены — здесь часто встречается ольха серая, береза пушистая и черемуха, обильны кочедыжник, чистец лесной, хвощ луговой, живучка ползучая и гравилат речной. Более молодые вырубки зарастают лещиной, подростом осины и березы, ивой козьей, сосной, рябиной и лесными кустарниками — жимолостью, крушиной ломкой и калиной, в травяном покрове обильны иван-чай, вейник наземный, щучка дернистая, вербейники обыкновенный и монетчатый, ситники тонкий и развесистый, дудник лесной, хвощ лесной, осока бледноватая, бодяк разнолистный, земляника лесная, марьянник дубравный.
В пойме реки Колпяны на участке № 2 представлены сероольшаники с черемухой крапивно-влажнотравные с хмелем, ивой пепельной, смородиной чёрной, двукисточником тростниковидным, таволгой вязолистной, чередой трехраздельной, зюзником, бодяком овощным, страусником обыкновенным, кочедыжником женским, пасленом сладко-горьким, звездчаткой дубравной, колокольчиком широколистным, снытью, скердой болотной, борцом северным, недотрогой обыкновенной и валерианой лекарственной.

### Фауна
Животный мир заказника отличается репрезентативностью для сообществ хвойно-широколиственных лесов Московской области. Учитывая небольшую площадь заказника, его животное население отличается значительным видовым разнообразием. Отмечено обитание 62 видов наземных позвоночных животных, в том числе двух видов амфибий, одного вида рептилий, 47 видов птиц и 12 видов млекопитающих.
Основу фаунистического комплекса наземных позвоночных животных заказника составляют виды, характерные для смешанных хвойно-широколиственных лесов Нечернозёмного центра России. Абсолютно преобладают виды, экологически связанные с древесно-кустарниковой растительностью. Относительно немного водно-болотных видов, связанных с поймами лесных речек Колпяны и Муравки. Незначительная доля синантропных видов, тяготеющих к близлежащим населенным пунктам и встречающихся только по опушкам лесного массива, свидетельствует о высокой степени сохранности и целостности природного комплекса.
Практически всю территорию заказника (участки № 1, 2) населяет зооформация смешанных елово-широколиственных лесов, занимающая старовозрастные ельники и их производные смешанные насаждения с участием широколиственных и мелколиственных пород. Участие широколиственных пород в составе и втором ярусе древостоя, развитый подрост ели и клёна, обильный кустарниковый ярус с участием лещины создают благоприятные защитные и кормовые условия для разнообразных лесных животных.
Основу животного населения позвоночных животных в этих местообитаниях составляют выходцы из европейских широколиственных и хвойных лесов: обыкновенный еж, рыжая полевка, лесная куница, европейская косуля (редкий и уязвимый вид, не включенный в Красную книгу Московской области, но нуждающийся на территории области в постоянном контроле и наблюдении), вяхирь, лесной конек, сойка, обыкновенная иволга, крапивник, славка-черноголовка, пеночки весничка, теньковка и трещотка, желтоголовый королек, серая мухоловка, мухоловка-пеструшка, зарянка, чёрный дрозд, певчий дрозд, большая синица, лазоревка, зяблик, чиж, обыкновенная зеленушка. К ним присоединяются виды сибирского фаунистического комплекса — обыкновенная белка, рябчик, желна, рябинник, зелёная пеночка, пухляк, а также широко распространенные виды: обыкновенная бурозубка, обыкновенная лисица, заяц-беляк, лось, кабан, канюк, тетеревятник, обыкновенная кукушка, большой пестрый дятел, ворон, обыкновенный поползень. На обоих участках обычна кедровка — вид, занесенный в Красную книгу Московской области. Встречаются остромордая лягушка и живородящая ящерица.
Зооформация пойменных местообитаний приурочена к очень небольшой по площади территории, но играет важную роль в поддержании биоразнообразия лесного массива заказника. В основном этот тип животного населения связан с поймами рек Колпяны (участки № 1, 2) и Муравки (участок № 1), занятых ивняками и сероольшаниками, а также небольшими участками сырых закустаренных лугов. Характерными обитателями здесь являются горностай, американская норка, черныш, обыкновенный соловей, садовая и болотная камышевки, садовая славка, речной сверчок, ополовник, чечевица. Встречаются малый пестрый дятел и белоспинный дятел — вид, занесенный в Красную книгу Московской области (участок № 2). На реке Колпяне (участок № 1) имеются поселения бобров, встречаются зеленые (прудовые) лягушки; в пределах обоих участков отмечены сероперый (обыкновенный) пескарь, сеголетки плотвы и ельца.

## Объекты особой охраны заказника
Охраняемые экосистемы: елово-осиновые леса с участием дуба и клёна лещиновые с жимолостью зеленчуково-папоротниковые; еловые леса с участием березы и осины лещиновые с подростом клёна кислично-папоротниково-зеленчуковые, кислично-хвощево-папоротниковые с широкотравьем, кислично-зеленчуковые; пойменные сероольшаники с черемухой и хмелем крапивно-влажнотравные с участками пойменных сырых лугов.
Места произрастания и обитания охраняемых в Московской области, а также иных редких и уязвимых видов растений и животных, зафиксированных на территории заказника, перечисленных ниже, а также европейской косули.
Охраняемые в Московской области, а также иные редкие и уязвимые виды растений:
- виды, занесенные в Красную книгу Московской области: подлесник европейский, некера перистая;
- виды, являющиеся редкими и уязвимыми таксонами, не включенные в Красную книгу Московской области, но нуждающиеся на территории области в постоянном контроле и наблюдении: колокольчик широколистный, колокольчик крапиволистный, купальница европейская, пальчатокоренник Фукса, волчеягодник обыкновенный, или волчье лыко, земляника мускусная, гнездовка обыкновенная.

Охраняемые в Московской области виды животных, занесённые в Красную книгу Московской области: белоспинный дятел, кедровка.